# House of Keys

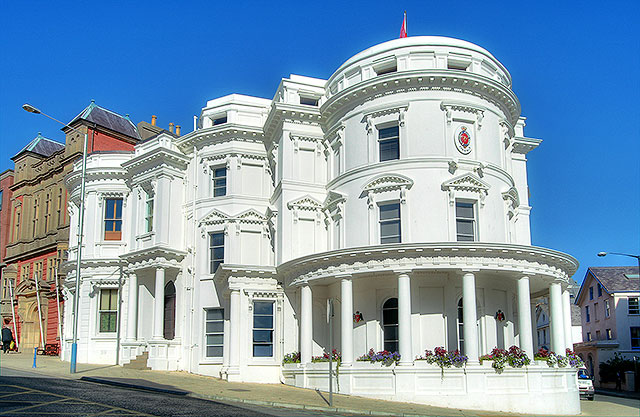
Parlamentsbyggnaden i Douglas som kallas också för The Wedding Cake.

House of Keys (på manx: Yn Kiare as Feed) är Isle of Mans parlaments underhus som består av 24 ledamöter.
Isle of Man är indelat i tolv valkretsar och till underhuset väljs två ledamöter per valkrets. Mandatperioden är fem år. Fast det finns politiska partier i Isle of Man, är största delen av ledamöterna partilösa.
Underhusets möten äger rum på tisdagarna.